# Jozef Horemans
|  | No s'ha de confondre amb el també ciclista Jan-Jozef Horemans. |

Jozef "Kemper" Horemans (Hulshout, 8 de setembre de 1910 - Duffel, 24 d'octubre de 1977) va ser un ciclista flamenc que va ésser professional entre 1931 i 1939. La seva victòria més important és al Premi Nacional de Clausura.

## Palmarès
- 1933
  - 1r a la Brussel·les-Oupeye
- 1934
  - 1r a la Premi Nacional de Clausura
- 1936
  - 3r a la Lieja-Bastogne-Lieja
- 1938
  - 3r a la Premi Nacional de Clausura

### Resultats al Tour de França
- 1933. Abandona a la 9a etapa.